# بينينغتون غاب (فيرجينيا)
بينينغتون غاب (بالإنجليزية: Pennington Gap, Virginia)‏ هي بلدة أمريكية تقع في الولايات المتحدة في مقاطعة لي (فيرجينيا). يقدر عدد سكانها بـ 1,781 نسمة ومساحتها 3.9 كم2 و وترتفع عن سطح البحر 423 متر.

## التركيبة السكانية
حدّد مكتب تعداد الولايات المتحدة بيانات التركيبة السكانية لبينينغتون غاب في تعداد الولايات المتحدة. في ما يلي، التركيبة السكانية حسب تعدادي 2000 و2010.

### تعداد عام 2000
بلغ عدد سكان بينينغتون غاب 1,781 نسمة بحسب تعداد عام 2000، وبلغ عدد الأسر 811 أسرة وعدد العائلات 480 عائلة مقيمة في البلدة. في حين سجلت الكثافة السكانية 407.6 نسمة لكل كيلومتر مربع (1,055.7/ميل2). وبلغ عدد الوحدات السكنية 950 وحدة بمتوسط كثافة قدره 217.4 لكل كيلومتر مربع (563.1/ميل2).
وتوزع التركيب العرقي للبلدة بنسبة 95.28% من البيض و3.43% من الأمريكيين الأفارقة و0.39% من الأمريكيين الأصليين و0.28% من الأمريكيين ذوي الأصول الآسيوية و0.62% من عرقين مختلطين أو أكثر و0.67% من الهسبانيون أو اللاتينيون من أي عرق.
بلغ عدد الأسر 811 أسرة كانت نسبة 25.9% منها لديها أطفال تحت سن الثامنة عشر تعيش معهم، وبلغت نسبة الأزواج القاطنين مع بعضهم البعض 40.4% من أصل المجموع الكلي للأسر، ونسبة 16.2% من الأسر كان لديها معيلات من الإناث دون وجود شريك،  بينما كانت نسبة 2.6% من الأسر لديها معيلون من الذكور دون وجود شريكة وكانت نسبة 40.8% من غير العائلات. تألفت نسبة 37.5% من أصل جميع الأسر من عدة أفراد يعيشون في نفس المنزل ونسبة 16.8% كانت تتألف من شخص يعيش بمفرده يبلغ من العمر 65 عاماً أو أكثر. وبلغ متوسط حجم الأسرة المعيشية 2.15، أما متوسط حجم العائلات فبلغ 2.84.
بلغ العمر الوسطي للسكان 42.5 عاماً. وكانت نسبة 20.4% من القاطنين تحت سن الثامنة عشر، وكانت نسبة 7.2% بين الثامنة عشر والرابعة والعشرين عاماً، ونسبة 25.3% كانت واقعةً في الفئة العمرية ما بين الخامسة والعشرين والرابعة والأربعين عاماً، ونسبة 25% كانت ما بين الخامسة والأربعين والرابعة والستين، ونسبة 20% كانت ضمن فئة الخامسة والستين عاماً فما فوق. يوجد لكل 100 أنثى 81.7 ذكر، ويوجد لكل 100 أنثى في الثامنة عشر من عمرها فما فوق 74.7 ذكر.
بلغ متوسط دخل الأسرة في البلدة 18,056 دولارًا، أما متوسط دخل العائلة فبلغ 27,875 دولارًا. وكان متوسط دخل الذكور 27,885 دولارًا مقابل 18,625 دولارًا للإناث. وسجل دخل الفرد الخاص بالبلدة 13,742 دولارًا. وكانت نسبة 28.3% من العائلات ونسبة 31.3% من السكان تحت خط الفقر، وكان من هؤلاء نسبة 42% تحت سن الثامنة عشر ونسبة 24.7% في الخامسة والستين من العمر وما فوق.

### تعداد عام 2010
بلغ عدد سكان بينينغتون غاب 1,781 نسمة بحسب تعداد عام 2010، وبلغ عدد الأسر 827 أسرة وعدد العائلات 464 عائلة مقيمة في البلدة. في حين سجلت الكثافة السكانية 407.6 نسمة لكل كيلومتر مربع (1,055.7/ميل2). وبلغ عدد الوحدات السكنية 962 وحدة بمتوسط كثافة قدره 220.1 لكل كيلومتر مربع (570.1/ميل2).
وتوزع التركيب العرقي للبلدة بنسبة 95.23% من البيض و2.36% من الأمريكيين الأفارقة و0.22% من الأمريكيين الأصليين و0.06% من الأمريكيين ذوي الأصول الآسيوية و1.18% من الأعراق الأخرى و0.95% من عرقين مختلطين أو أكثر و1.57% من الهسبانيون أو اللاتينيون من أي عرق.
بلغ عدد الأسر 827 أسرة كانت نسبة 25.6% منها لديها أطفال تحت سن الثامنة عشر تعيش معهم، وبلغت نسبة الأزواج القاطنين مع بعضهم البعض 33.4% من أصل المجموع الكلي للأسر، ونسبة 17.4% من الأسر كان لديها معيلات من الإناث دون وجود شريك،  بينما كانت نسبة 5.3% من الأسر لديها معيلون من الذكور دون وجود شريكة وكانت نسبة 43.9% من غير العائلات. تألفت نسبة 38.8% من أصل جميع الأسر من عدة أفراد يعيشون في نفس المنزل ونسبة 17.3% كانت تتألف من شخص يعيش بمفرده يبلغ من العمر 65 عاماً أو أكثر. وبلغ متوسط حجم الأسرة المعيشية 2.15، أما متوسط حجم العائلات فبلغ 2.85.
بلغ العمر الوسطي للسكان 40.4 عاماً. وكانت نسبة 20.6% من القاطنين تحت سن الثامنة عشر، وكانت نسبة 10.9% بين الثامنة عشر والرابعة والعشرين عاماً، ونسبة 24.1% كانت واقعةً في الفئة العمرية ما بين الخامسة والعشرين والرابعة والأربعين عاماً، ونسبة 24.5% كانت ما بين الخامسة والأربعين والرابعة والستين، ونسبة 19.9% كانت ضمن فئة الخامسة والستين عاماً فما فوق. وتوزع التركيب الجنسي للسكان بنسبة 47.6% ذكور و52.4% إناث.